# Caterina de Mèdici
Caterina de Mèdici (Florència, 13 d'abril de 1519 - Blois, 5 de gener de 1589) fou comtessa d'Alvèrnia (1519 - 1589) i reina consort de França (1547 - 1559). Dirigí la política francesa en el període en què fou regent de França (1560 - 1563) i durant el regnat del seu fill Carles IX (1560-74) i exerci una gran influència en els conflictes de les guerres entre catòlics i hugonots.
Amb la pretensió d'establir un equilibri polític, tan aviat buscà el suport dels protestants per debilitar els catòlics, com afavorí aquests últims per arruïnar els altres. Era escèptica en política i indiferent en religió, però sentí com poques la dignitat del tron i sabé defensar França dels seus enemics. Una prova del seu caràcter per la defensa de la dignitat reial fou el desterrament de la cortesana Renata de Rieux, amant del seu fill Enric a causa de la gran influència que aquesta exercia sobre ell. A més, fou una sobirana molt il·lustrada –educada en la cultura i el refinament del Renaixement italià– que enriquí la Biblioteca de París amb manuscrits de Grècia i d'Itàlia i manà edificar el Palau de les Teuleries i l'Hôtel de Soissons, així com molts palaus a províncies.

## Família
Era filla de Llorenç II de Mèdici, duc d'Urbino, i de l'aristòcrata d'origen francès Magdalena de La Tour. Era neta per línia paterna del duc Pere II de Mèdici i de la princesa Alfonsina Orsini, i per línia materna del comte Joan IV d'Alvèrnia i de la princesa Joana de Borbó-Vendome. El 1519 va heretar de la seva mare la meitat del comtat d'Alvèrnia i del comtat del Lauraguès; i el 1524 va heretar l'altra meitat de la seva tia Anna de la Tour (germana de la seva mare).
Òrfena de pare i mare abans del mes del seu naixement, fou tutelada pel seu oncle, el papa Climent VII i, així, orientada per ell, als catorze anys es casà amb Enric, duc d'Orleans i fill segon del rei Francesc I de França.
D'aquesta unió nasqueren deu fills, la meitat dels quals foren reis i reines de França i Espanya:
- SM el rei Francesc II de França (1544 - 1560), rei de França.
- SAR la princesa Isabel de Valois (1546 - 1568), casada el 1559 amb el rei Felip II d'Espanya.
- SAR la princesa Clàudia de França (1547 - 1575), casada el 1559 amb el duc Carles III de Lorena
- SAR el príncep Lluís III d'Orleans (1549 - 1550), duc d'Orleans.
- SM el rei Carles IX de França (1550 - 1574), rei de França.
- SM el rei Enric III de França (1551 - 1589), rei de França
- SAR la princesa Margarida de Valois (1553 - 1615), casada el 1572 amb el rei Enric III de Navarra i futur rei de França amb el nom d'Enric IV de França.
- SAR el príncep Francesc de França (1555 - 1584), duc d'Anjou i d'Alençon.
- SAR la princesa Victòria de Valois (1556)
- SAR la princesa Joana de Valois (1556)[3]

## Vida política

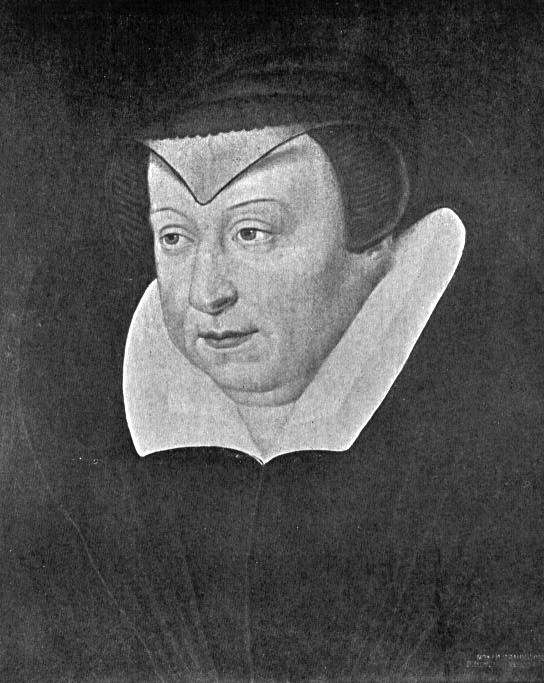
Caterina de Mèdici

Durant els primers anys del seu matrimoni, Caterina de Medici visqué foscament en la cort i encara sofrí molt en el seu amor propi, ja que el seu marit estava entregat per complet a Diana de Poitiers. La mort del seu cunyat, el delfí, la feu pujar en categoria però no en influència. No obstant la seva hàbil conducta acabà conquerint les simpaties de la cort, fins i tot la de Diana, de la qual es feu amiga, aconseguint que el seu marit no la repudiés, ja que en deu anys de matrimoni no li havia donat cap fill.
El 1547 mori Francesc I, i Caterina fou coronada solemnement amb el seu marit Enric, però la vertadera sobirana continuava sent Diana de Poitiers. El 1552 va aconseguir recuperar el domini del bisbe de Clarmont d'Alvèrnia, que des de 1535 era Guillem del Prat; un decret del Parlament li reconeixia la possessió de les terres del bisbat. Mort Enric II el 1559 el succeí el seu fill gran Francesc II de França, però aquest esdeveniment tampoc no augmentà l'autoritat de Caterina, atès que el seu fill estava completament sotmès a la seva esposa Maria I d'Escòcia. Però Caterina a força d'habilitats assolí intervenir en els negocis d'estat, i la seva primera providència fou desterrar la seva antiga rival, els béns de la qual, tanmateix respectà.
Llavors començà a desenvolupar la seva hàbil política, però encara vacil·lant. Els Guisa, que personificaven el partit catòlic, eren molt poderosos, i Caterina pensà en principi en atreure'ls al tron, però com que això hauria augmentat el seu poder, nomenà canceller Michel de L'Hospital i d'acord amb ell intentà aixecar el partit protestant amb l'objecte d'oposar-lo als Guisa, Mentrestant morí Francesc II i el succeí el seu germà Carles IX, que només contava deu anys i mig. Conferí la regència a la seva mare, la qual inicià una política de reconciliació, tractant de parar els progressos de la casa de Lorena i cridant els Montmorency, comtes de Chatillon, que havien romàs en l'ostracisme durant el regnat de Francesc II. El 1562 Caterina va rebre el títol de duquessa de Valois.
Després de la matança de Vassy encara volgué persistir en la política d'amistat amb els protestants, però en ser assassinat Enric de Lorena, segon duc de Guisa, per un protestant, i comprenent que el partit catòlic era el més fort, procurà col·locar al seu front Carles IX, que ja havia arribat a la majoria d'edat. A fi d'afirmar l'autoritat del tron, emprengué amb el seu fill un viatge per províncies, durant el qual se celebrà la misteriosa entrevista de Baiona, a la que assistí el duc d'Alba en representació de Felip II d'Espanya i de la qual alguns historiadors fan derivar els sagnants esdeveniments de la Nit de Sant Bartomeu. La majoria, malgrat tot, neguen la influència de l'entrevista en aquells successos.
Els protestants s'alarmaren i esclatà una segona guerra religiosa que durà fins al 23 de març de 1568, data que se signà la pau de Longjumeau, que no fou de llarga durada, puix que la conducta tortuosa de Caterina motivà no poques sublevacions dels protestants, que ja havien perdut tota influència en l'ànim de la reina mare. La temptativa d'assassinat de l'almirall Gaspard de Coligny, protestant conspicu, exacerbà encara més els ànims, i la nit del 24 d'agost es produí l'horrorosa matança, de la qual tots els historiadors fan responsable Caterina de Mèdici.
Mort Carles IX el 30 de maig, el mateix dia que havia signat una ordenança concedint la regència a la seva mare, aquesta governà fins a l'arribada del seu fill Enric III de França, però la guerra religiosa encara continuava, i Caterina es veié apartada completament del tron. Morí tretze dies després de l'assassinat d'Enric I de Lorena, tercer duc de Guisa.
El 1573 el seu fill Enric de Valois havia estat proclamat rei de Polònia, però la mort de Carles IX l'any següent provocà el seu retorn immediat. El Caterina 1582 va cedir el ducat de Valois a la seva filla Margarida de Valois. El 1589, amb l'anuència del seu fill Enric III de França, va llegar el comtat d'Alvèrnia, el del Lauraguès i altres dominis (Carcassona, Alais i Clermont-en-Beauvaisis) a Carles de Valois, fill natural de Carles IX.
Caterina va morir el 5 de gener de 1589, mesos abans de l'assassinat d'Enric III, a Blois i fou enterrada a la Basílica de Saint-Denis.

## Mecenes de les arts

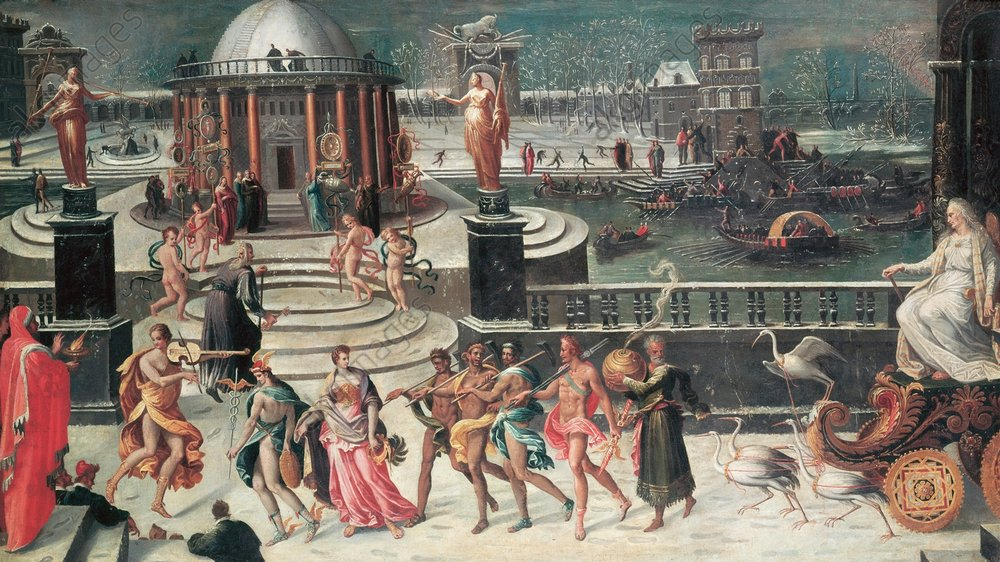
Triomf de l'hivern, d’Antoine Caron, c. 1568

Caterina creia en l'ideal humanista del príncep erudit del Renaixement, l'autoritat del qual depenia de les lletres i de les armes. Es va inspirar en l'exemple del seu sogre, el rei Francesc I de França, que havia acollit els principals artistes d'Europa a la seva cort, i pels seus avantpassats Mèdici. En una època de guerra civil i de disminució del respecte per la monarquia, va intentar reforçar el prestigi reial mitjançant una exhibició cultural luxosa. Un cop controlada la cartera reial, va posar en marxa un programa de mecenatge artístic que va durar tres dècades. Durant aquest temps, va presidir una cultura distintiva del Renaixement francès tardà en totes les branques de les arts.
Un inventari fet a l’Hôtel de la Reine després de la mort de Catherine demostra que era una gran col·leccionista. Les obres d'art enumerades inclouen tapissos, mapes dibuixats a mà, escultures, teixits rics, mobles de banús amb incrustacions d'ivori, jocs de porcellana i ceràmica de Llemotges. També hi havia centenars de retrats, pels quals s'havia desenvolupat una moda durant la vida de Catherine. Molts retrats de la seva col·lecció eren de Jean Clouet (1480–1541) i el seu fill François Clouet (c. 1510 –1572). François Clouet va dibuixar i pintar retrats de tota la família de Catherine i de molts membres de la cort. Després de la mort de Catherine, es va produir un descens de la qualitat del retrat francès. El 1610, l'escola patrocinada per la difunta cort de Valois i portada al cim per François Clouet s'havia extingit.
Més enllà del retrat, se sap poc sobre la pintura de la cort de Caterina de Mèdici. En les dues últimes dècades de la seva vida, només dos pintors destaquen com a personalitats reconeixibles: Jean Cousin el Jove (c. 1522 – c. 1594), pocs dels quals sobreviuen obres, i Antoine Caron (c. 1521-1599), que es va convertir en el pintor oficial de Catherine després de treballar a Fontainebleau sota Primaticcio. El manierisme viu de Caron, amb el seu amor pel cerimonial i la seva preocupació per les massacres, reflecteix l'atmosfera neuròtica de la cort francesa durant les guerres de religió.
Molts dels quadres de Caron, com els dels Triomfs de les estacions, són de temes al·legòrics que es fan ressò de les festes per les quals la cort de Caterina era famosa. Els seus dissenys per als tapissos de Valois celebren les festes, els pícnics i les batalles simulades dels "magnífics" entreteniments organitzats per Caterina. Representen esdeveniments celebrats a Fontainebleau el 1564; a Baiona el 1565 per a la reunió cimera amb la cort espanyola; i al Palau de les Teuleries el 1573 per a la visita dels ambaixadors polonesos que van presentar la corona polonesa al fill de Caterina Enric d'Anjou.

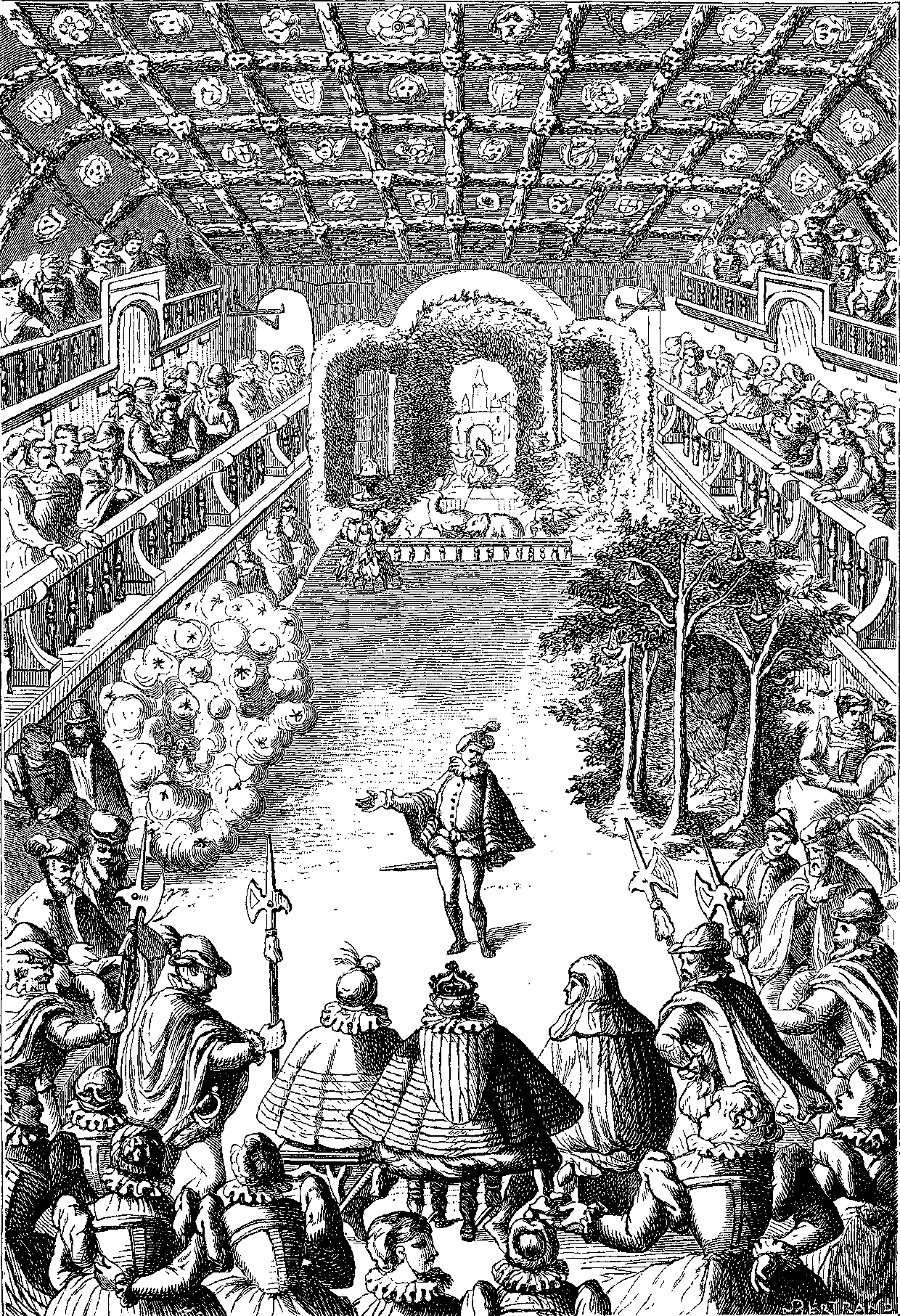
El Ballet Comique de la Reine, d'un gravat de 1582 de Jacques Patin

Els espectacles musicals en particular van permetre a Catherine expressar els seus dons creatius. Normalment es dedicaven a l'ideal de pau al regne i es basaven en temes mitològics. Per crear els drames, la música i els efectes escènics necessaris per a aquests esdeveniments, Caterina va contractar els principals artistes i arquitectes de l'època. La historiadora Frances Yates l'ha anomenada una gran artista creativa en festivals. Caterina va introduir progressivament canvis en els entreteniments tradicionals: per exemple, va augmentar el protagonisme de la dansa en els espectacles que culminaven cada sèrie d'entreteniments. D'aquests avenços creatius va sorgir una nova forma d'art distintiva, el ballet de cour. A causa de la seva síntesi de dansa, música, vers i ambientació, la producció del Ballet Comique de la Reine el 1581 és considerada pels estudiosos com el primer ballet autèntic.
Eentre les arts el gran amor de Caterina de Mèdici va ser l'arquitectura. «Com a filla dels Mèdici», suggereix l'historiador de l'art francès Jean-Pierre Babelon, «va ser impulsada per la passió per construir i el desig de deixar enrere grans èxits quan va morir». A la mort d'Enric II, Caterina es va proposar immortalitzar la memòria del seu marit i millorar la grandesa de la monarquia Valois mitjançant una sèrie de costosos projectes de construcció. Aquests inclouen treballs al castell de Montceaux, el castell de Saint-Maur i Chenonceau. Caterina va construir dos nous palaus a París: les Tulleries i l'Hôtel de la Reine. Va estar molt implicada en la planificació i supervisió de tots els seus esquemes arquitectònics.
Caterina tenia emblemes del seu amor i dolor tallats a la pedra dels seus edificis. Els poetes la van lloar com la nova Artemisia, després d'Artemísia II de Cària, que va construir el Mausoleu d'Halicarnàs com a tomba del seu marit mort. Com a peça central d'una nova capella ambiciosa, va encarregar una magnífica tomba per a Enric a la basílica de Saint Denis. Va ser dissenyat per Francesco Primaticcio (1504–1570), amb escultura de Germain Pilon (1528–1590). L'historiador de l'art Henri Zerner ha anomenat aquest monument l'últim i més brillant de les tombes reials del Renaixement. Caterina també va encarregar a Germain Pilon l'escultura de marbre que conté el cor d'Enric II. Un poema de Ronsard, gravat a la seva base, diu al lector que no es sorprengui que un gerro tan petit pugui contenir un cor tan gran, ja que el cor real d'Enric resideix al pit de Caterina.
Encara que Caterina va gastar sumes ruïnoses en les arts, la major part del seu mecenatge no va deixar cap llegat permanent. El final de la dinastia Valois després de la seva mort va comportar aviat un canvi de prioritats.

Escut d'armes

### Llegenda culinària
La llegenda que Caterina va introduir una llarga llista d'aliments, tècniques i estris d'Itàlia a França està desacreditada pels historiadors de l'alimentació. Barbara Ketcham Wheaton i Stephen Mennell van proporcionar els arguments definitius contra aquestes afirmacions. Assenyalen que el sogre de Caterina, el rei Francesc I i la flor de l'aristocràcia francesa havien sopat a algunes de les taules més elitistes d'Itàlia durant les campanyes italianes del rei (i que una generació anterior ho havia fet durant la invasió del rei Carles VIII de 1494); que un ampli seguici italià havia visitat França per al casament del pare de Caterina de Mèdici amb la seva mare francesa; i que va tenir poca influència a la cort fins a la mort del seu marit perquè estava enamorat de la seva amant, Diana de Poitiers. De fet, una gran població d'italians —banquers, teixidors de seda, filòsofs, músics i artistes, inclòs Leonardo da Vinci— havia emigrat a França per promoure el naixent Renaixement. No obstant això, la cultura popular atribueix sovint la influència culinària italiana i les bifurcacions a França a Caterina.
La referència més antiga coneguda a Caterina com a divulgadora de la innovació culinària italiana és l'entrada de cuina a l'Encyclopédie de Diderot i d'Alembert publicada el 1754, que descriu l'alta cuina com a decadent i efeminada i explica que van arribar les salses exigents i les fricasses de luxe a França via aquella multitud d'italians corruptes que van servir a la cort de Caterina de Mèdici.

## Anecdotari
Una anècdota de la seva època és la introducció de la cotilla a la cort de França. Fou d'ús obligat a la cort amb la funció de modelar la silueta femenina d'acord amb un cànon estètic determinat, per mitjà de la compressió exercida per una estructura reforçada amb barnilles que comprimien el cos de les dones.